# 790
Năm 790 là một năm trong lịch Julius.